# 清補涼

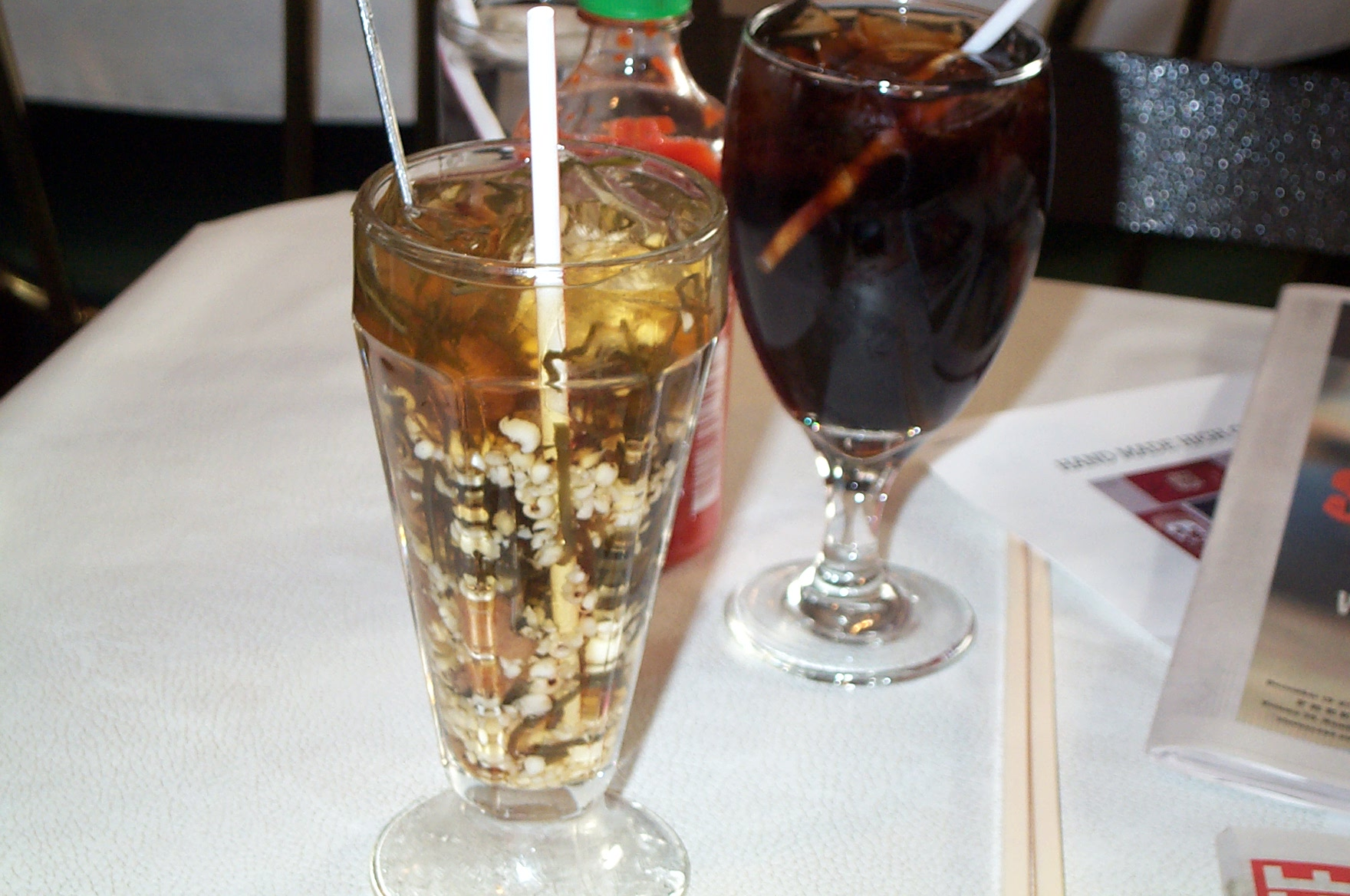
越南清補涼（Sâm bổ lượng）

清補涼是夏天清熱袪濕的老火湯，常見于中國廣東、海南、香港、澳門和广西等地区，及越南等地。清補涼的材料並不統一，有以健脾去濕為主，亦有以潤肺為主。材料通常有绿豆、淮山、蓮子、芡實、薏米、百合、紅棗、南北杏和瘦肉。也有放入沙參、玉竹、陳皮、龍眼和西瓜。清補涼也可以做糖水，有其獨特的風味。

## 起源
相傳秦始皇平定百越期間，因軍隊不適應氣候而得病，隨行軍醫便以蓮子、百合、沙參、芡實、玉竹、淮山和薏米煲湯給軍隊服用。由於這個複方有清熱氣、補元氣的功效，所以被稱為清補涼。

## 其他食法

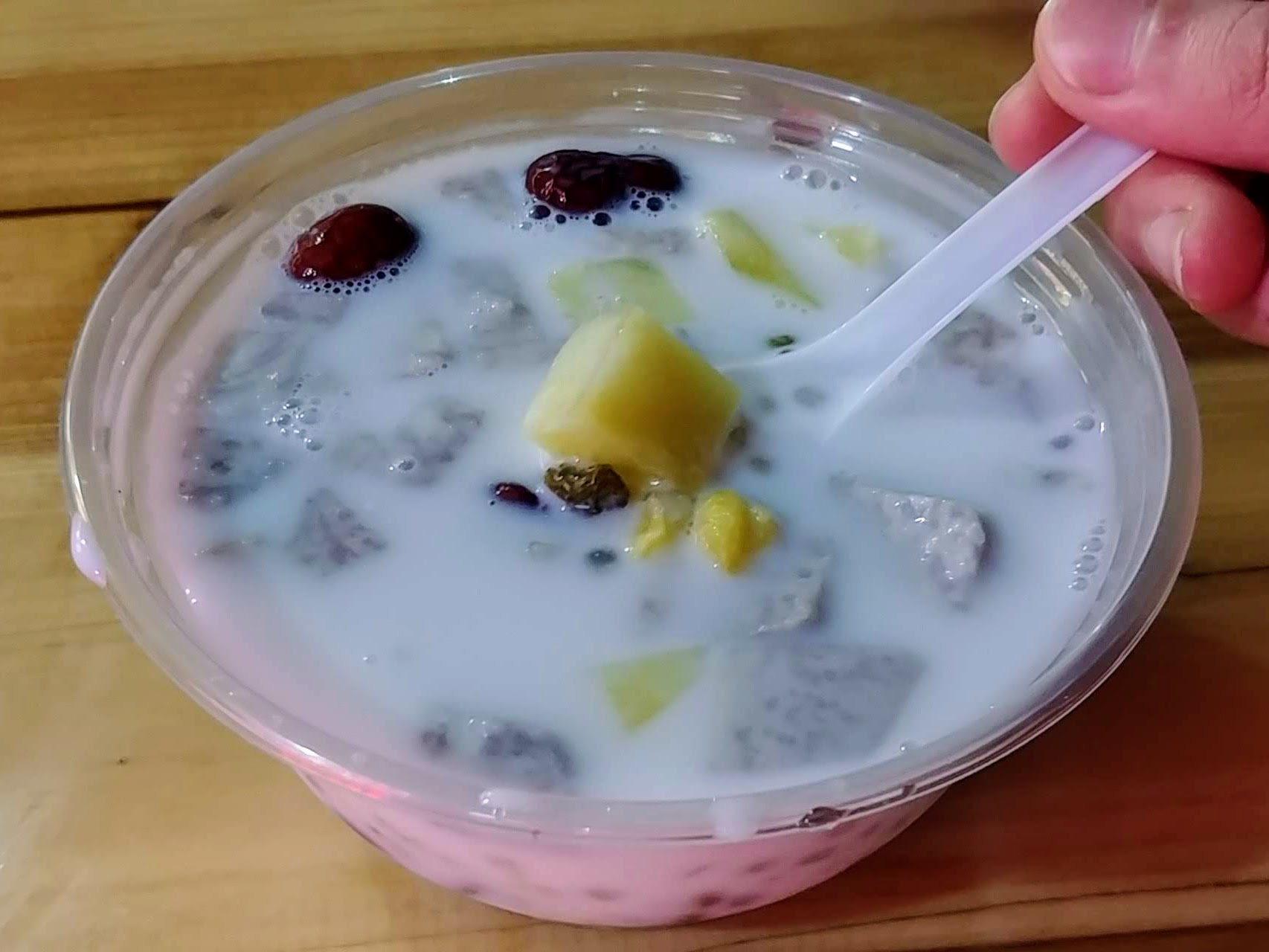
海南三亚街头售卖的清补凉

除了煲湯之外，海南及廣西也有清補涼製成糖水的食法，其中海南會加入椰子肉和椰汁，甚至還會加入通心粉和鵪鶉蛋，冷熱皆宜；廣西則會加入西瓜塊、菠蘿塊和綠豆，成為一道冷食的甜點。